# Thomas Herndon (Ökonom)

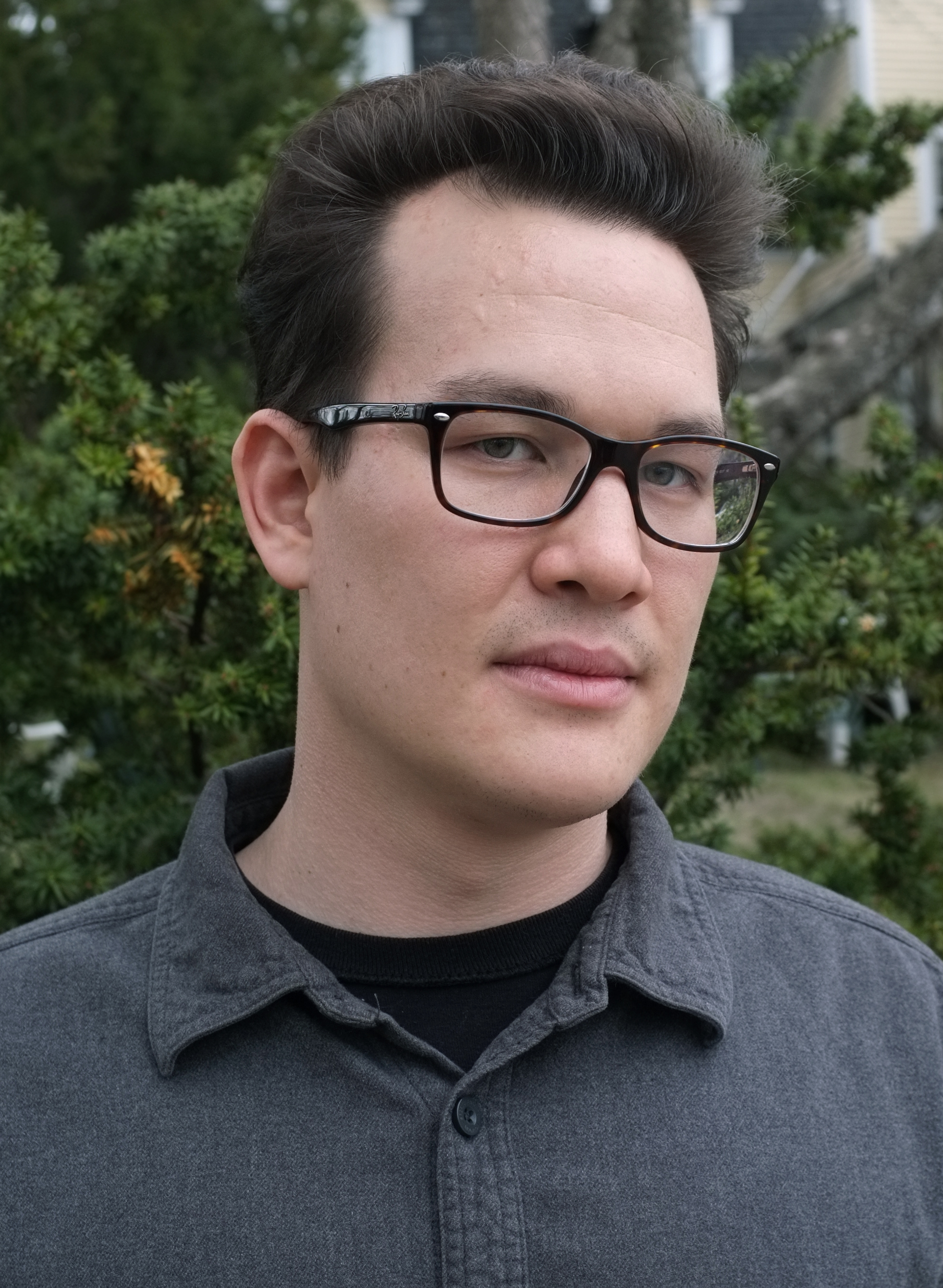
Thomas Herndon im April 2013

Thomas Herndon (* 25. Februar 1985) ist US-amerikanischer Volkswirt. Er wurde im Jahr 2013 durch seine Kritik an Growth in a Time of Debt, einer häufig zitierten wissenschaftlichen Studie der Ökonomen Kenneth S. Rogoff und Carmen Reinhart, einer weiten Öffentlichkeit bekannt.
Herndon erlangte 2007 einen Bachelor der Political Economics am Evergreen State College. Er promovierte 2016 an der University of Massachusetts Amherst und lehrte bis 2022 an der Loyola Marymount University. Er war 2021 Gastdozent am Center for Household Financial Stability der Federal Reserve Bank of St. Louis. Seit 2022 lehrt er am John Jay College of Criminal Justice der City University of New York.
Seine Arbeitsschwerpunkte sind Makroökonomie, Geld und Bankenwesen, Angewandte Ökonometrie und heterodoxe Ansätze der Ökonomie.

## Entdeckung der Fehler inGrowth in a Time of Debt
Während seines Studiums an der University of Massachusetts Amherst bekam Herndon in einem von Michael Ash geleiteten Kurs die Aufgabe, sich eine ökonomische Studie auszuwählen und die Ergebnisse nachzurechnen. Er wählte die Studie Growth in a Time of Debt und während des Semesters waren seine Versuche, die Ergebnisse nachzuvollziehen, nicht erfolgreich. Er nahm mit den Autoren Reinhart und Rogoff Kontakt auf. Diese stellten ihm ihre Tabellenkalkulation zur Verfügung, mit der sie zu ihren Ergebnissen gekommen waren. Herndon fand in diesem Dokument einige Fehler: in der Analysegleichung haben die Autoren nur 15 der 20 Länder berücksichtigt (Australien, Belgien, Dänemark, Kanada und Österreich wurden vergessen) und bei einigen Ländern fehlten entscheidende Daten. Außerdem wird die Methode zum Berechnen des Durchschnitts von Ländern unterschiedlicher Größe infrage gestellt.

## Schriften (Auswahl)
- Thomas Herndon, Michael Ash, Robert Pollin: Does High Public Debt Consistently Stifle Economic Growth? A Critique of Reinhart and Rogoff. (PDF; 443 KB) In: Political Economy Research Institute. University of Massachusetts Amherst, 15. April 2013, archiviert vom Original (nicht mehr online verfügbar) am 1. Juli 2013; abgerufen am 23. November 2022 (englisch).
- Thomas Herndon: Three Essays on U.S. Household Debt and the Sources of Systemic Financial Fragility. Dissertation. In: Doctoral Dissertations. Nr. 716, 2016, doi:10.7275/8911174.0 (englisch, umass.edu [abgerufen am 23. November 2022]).
- Thomas Herndon: Liar’s Loans, Mortgage Fraud, and the Great Recession. In: Political Economy Research Institute Working Papers. Nr. 440, August 2017, doi:10.7275/27304430 (umass.edu).